# جميلة ابوغليون

## جميلة أبوغليون
من مواليد عمان عام 1978 درست في ثانوية خديجة بنت خويلد تخرجت من الجامعة العربية المفتوحة تخصص معلم صف الفوج الأول عام 2005م.
التحقت بدبلوم الفنون التشكيلية في جامعة عمان الأهلية . معلمة تربية الفنية من عام 2006 ولغاية الآن ..

## الحياة المهنية:
التحقت بوظيفة معلمة في وزارة التربية والتعليم بداية العام الدراسي 2006 ومن ذلك الوقت عملت في لجان إعداد وتنظيم المعارض في مديرية لواء القويسمة ولجان رسم الجداريات التابع للمديرية ، شاركت في العديد من المسابقات الفنية وحصلت على دروع عن المسابقات والمعارض الفنية .
حصلت على درع عن مسابقة تصميم أجمل شعار مدرسي والمركز الثاني في مسابقة الخط العربي .
نظمت معارض خاصة على مستوى المديرية لواء القويسمة منها :
1_ معرض يوم المعلم العالمي2017 .
2_ معرض سوسنة خديجة بنت خويلد 2019
3_ شاركت في تنظيم معرض المديرية بمناسبة يوم المياه العالمي بالتعاون مع وزارة المياه والري .
3_ شاركت في معرض المجسمات الوطنية .
4_ ومعارض إعادة التدوير لمدرستي أنتمي .
5- عملت في برنامج بصمة الوزاري الفوج الأول عام 2017 ومن ثم الفوج الثاني عام 2019 انتجت من خلاله 22 مزهرية من الخرز والنحاس باستخدام إعادة التدوير .وتشرفنا بحضور الحفل الختامي للبرنامج في المركز الثقافي الملكي .
6- حضرت مؤتمر التوأمة الالكترونية في جامعة الحسين التقنية .
7 - قمت بتصوير قصة نجاح مع التلفزيون الاردني ليوم جديد ونشرت على اليوتيوب .
8 - عملت عدة لقاءات صحفية مع جرائد محلية نذكر منها على سبيل المثال صحيفة الغد الأردنية والصحفية عزيزة جلال.
9- ولقاء صحفي مع صحيفة الرأي ومؤسسة إنقاذ الطفل عن مشروع تأهيل غرفة المعلمات .
10- حضرت عدة دورات تدريبية مع مؤسسة إنقاذ الطفل وبرنامج بناء القدرات ومساق التفكير التصميمي والرفاه المدرسي والتفكير الناقد .ناهيك عن دورات المناهج المطورة ، حضرت ورشات تدريبية في السرد الصوتي ودورات في اللغة العربية ودرورات في الرسم بالرصاص والسوفت باستيل والرسوم ثلاثية الابعاد والالوان المائية .
11_ التحقت بدورات في النزاهة والشفافية وأخرى في التصميم الجرافيكي وصناعة افلام الكرتون( البلاتوجون) ودورات عن الحياة السياسية والأحزاب السياسية
وأخرى في الفنون المسرحية (مسرح ودراما ) بواقع 60 ساعة مع المركز الوطني للثقافة والفنون. ودورات في الحاسوبIcdl
12- التحقت بدورات الخط العربي وحصلت على شهادة بذلك .
13- والتحقت بمسابقة سنبلة للعمل التطوعي مع مؤسسة الجود عن مشروع تأهيل مرافق المدرسة وتأهلت للمراحل النهائية .
14- اشتركت في مشروع بيئتي الأجمل وإعادة تدوير الاطارات المستخدمة .
15- اشتركت بجائزة الملكة رانيا للمعلم المتميز وتأهلت للمراحل النهائية .

## المؤلفات الأدبية:
- نشرت كتابي الأول برد النسيان عن طريق وزارة الثقافة وعملت على إشهارة عن طريق بيت الثقافة والفنون وهو عبارة عن مجموعة من النصوص الأدبية جمعتها على مدار خمسة اعوام في 118 صفحة من القطع المتوسط .
- نشرت كتابي الثاني عنقاء الروح ( نوفيلا ) بواسطة دار نشر خطوط وظلال وهو عبارة عن كتاب من 120 صفحة من القطع المتوسط ،
قمت بمناقشته مع مبادرة نون

والكاتب أسيد الحوتري ونشر الخبر في 11صحيفة محلية وعربية وحصلت على درع من المبادرة 
- ناقشت كتابي عزيزي ثيو مع مختبر السرديات الأردني ومن ثم نشرته عن طريق وزارة الثقافة الأردنية .ويتكون من 200 صفحة من القطع المتوسط و72 رسالة من المصحة قمت بكتابتها على مدار ثلاثة أعوام متواصلة ورسوم داخلية من تصميمي على الفوتشوب .
- نشرت مؤلفاتي على موقع جودريدز .
_نشر تقرير صحفي عن كتابي عزيزي ثيو في جريدة الدستور الأردنية والكاتب عمر ابو الهيجاء 
_نشر تقرير صحفي عن كتابي عزيزي ثيو في جريدة الشرق الاوسط اون لاين.
_نشر مقالة نقدية عن كتابي عزيزي ثيو والكاتب موسى أبو رياش في صحيفة القدس العربي 
_ مقابلة اذاعية مع الاذاعة الاردنية عن كتابي عزيزي ثيو ..
_العمل في المحطة الثقافية موقع السكة الالكتروني محطة الرسائل .

## المشاريع الأدبية القادمة:
١_ قلبي غجري مسلسل تلفزيوني من ٨ حلقات .
٢_ أوراق خريفية يوميات اكثر من ٤٠٠ ورقة .
٣_ إمرأة من دخان قصة قصيرة .
٤_ (سلسلة أوراق خريفية / سيرة ).
5- يوميات (حبري الاسود )

## شهادات الشكر والدروع
1. شهادات شكرمن مديرية لواء القويسمة للمشاركة بالمعارض الفنية السنوية من العام( 2006 _ 2023 ) أي ما يقارب 17 شهادة عن إنجاح المعارض السنوية بالمشاركة بالأعمال الفنية او إعداد وتنظيم ..
2. كتب شكر من المديرية لإنجاح الثانوية العامة .
3. شهادة شكر من المديرية  للفوز بمسابقة وطني في رسمي .
4. شهادة شكر من المديرية  للفوز بمسابقة الخط العربي .
5. شهادة شكر من جمعية النزهة للتنمية والخدمات الاجتماعية لمساعدتها في توزيع طرود الخير .
6. شهادة شكرمن كلستر الرقيم والنزهة لعرافة حفل الكلستر .
7. شهادات شكر من المديرية للمشاركة في جائزة الملكة رانيا للمعلم المتميز .
8. شهادة شكر من المديرية لتفعيل خطة النشاط الفني مايكرو سوفت تيمز .
9. شهادة شكرمن المديرية  للمشاركة في عرافة حفل ختامي مئوية الدولة الاردنية.
10. شهادة شكرمن المديرية  لمبادرة الحجر ينطق بتاريخنا.
11. شهادة شكرمن المديرية لإنجاح مبادارت جداريات وطن.
12. شهادة شكرمن المديرية  لإقامة معرض يوم المعلم العالمي.
13. شهادة شكر من المديرية للمشاركة في معرض ذكرى معركة الكرامة وعيد الاستقلال .
14. شهادة شكر لإقامة معرض السوسنة الفني .
15. شهادة شكر من المديرية للمشاركة بمبادرة أين أنت من الأقصى[13].
16. شهادة شرف من دورة اصدقاء الشرطة
17. شهادة شكر وتقدير من مدرسة النزهة الثانوية شراكة مجتمعية .
18. شهادة شكرمن المديرية  لتنفيذ جداريات مئوية الدولة الأردنية .
19. شهادة شكر من مدرسة آمنة بنت وهب ومدرسة أم القرى و النزهة الثانوية و خديجة بنت خويلد وأنس بن مالك .
20. شهادة شكر جسور التعلم[14] .
21. شهادة شكر من سنبلة للعمل التطوعي [3].
22. شهادة شكر من مشروع بيئتي الأجمل[15] .
23. شهادة شكر من مبادرة لمدرستي انتمي[1].
24. شهادة شكر من وزارة المياه والري عن معرض يوم المياه العالمي .
25. شهادة شكر من جمعية واحة العلم والايمان للمشاركة بالندوة الثقافية .
26. وسام من المديرية بمناسبة جداريات مدرسة آمنة بنت وهب الثانوية .
27. درع للمشاركة بالمعرض الفني التشكيلي مدرسة صفية بنت عبد المطلب  .
28. درع للمشاركة بمعرض المجسمات الوطنية .
29. درع للمشاركة بندوة نون للكتاب عن مناقشة كتاب عنقاء الروح .
30. درع للمشاركة بندوة قصصية برعاية تجمع الادب والابداع .